# 地起
地起（じおこし・地興）とは、中世の徳政令の一種で、地徳政（じとくせい）とも呼ばれる。売却や質入れされた土地について、本主（元の所有者）に強制的に返還させるもの。
日本では古くから貸借・売買によっても物の正当な所有者は本主から替わる事が無く、本主にはそれを取り戻す権利があるとする法観念が通用しており、徳政令によってこうした地起が認められるケースも珍しくは無かった。このため、売買や質入の契約を結ぶ際には、予め地起を認めないとする内容の徳政担保文言を付け加えていた。